# Пионерский (Ирбитское муниципальное образование)
Пионе́рский — посёлок городского типа в Ирбитском районе (муниципальном образовании) Свердловской области России, пригород Ирбита. Выполняет часть функций административного центра.

## Географическое положение
Посёлок Пионерский расположен на правом берегу реки Ирбит, в нижнем течении, к северо-западу от Екатеринбурга и к востоку от Нижнего Тагила. Посёлок является западным пригородом города Ирбита. Граница между Пионерским и Ирбитом проходит по Камышловскому тракту до автомобильного моста, затем по реке Грязнухе.

## История
Был образован для обеспечения жильем работников птицефабрики Ирбитского совхоза Фоминского сельсовета (ныне ООО «Птицефабрика Ирбитская») решением районного исполкома № 359 от 4 декабря 1963 года и, затем, решением Свердловского облисполкома №31 от 23 января 1964 года.
1968 г. — создан Пионерский леспромхоз (сейчас ООО «Ирбитский лесокомбинат»).
1975 г. — был организован Пионерский поселковый совет (сейчас Пионерская территориальная администрация).
До этого посёлок управлялся Фоминским сельсоветом.
1981 г. — открыт детский сад «Золотой петушок» и фельдшерско-акушерский пункт.
1989 г. — получил статус посёлка городского типа.
1990 г. — открыта средняя общеобразовательная школа.
2015 г. — открыт детский сад «Жар-птица».
С 1 октября 2017 года согласно областному закону N 35-ОЗ статус изменён с рабочего посёлка на посёлок городского типа (без уточнения разновидности).

## Инфраструктура
В посёлке Пионерском работают районный дом культуры, библиотека, средняя школа, детская школа искусств и два детских сада. В посёлке действуют фельдшерско-акушерский пункт, опорный пункт полиции, отделение почты. Имеются продуктовые, хозяйственные и прочие магазины, аптека.

## Промышленность
Крупнейшие предприятия пгт Пионерского:
- ОАО «Ирбитская птицефабрика»,
- ООО агрофирма «Виктория»,
- ПК «Пионерский леспромхоз»,
- ООО «Ирбитский лесокомбинат»,
- ООО «Ураллес-траст»,
- ГУП «Ирбитская семстанция»,
- ППО колхоза «Заря».

## Транспорт
До Пионерского из города Ирбита ходит рейсовый автобус. Также до посёлка можно добраться проходящим автобусом из Алапаевска и Артёмовского. Железнодорожной станции посёлок не имеет, ближайший остановочный пункт 194 км Свердловской железной дороги расположен в соседнем посёлке имени Гагарина (в составе Ирбита).

## Население
| 2002  | 2009  | 2010  | 2012  | 2013  | 2014  | 2015  |
| ----- | ----- | ----- | ----- | ----- | ----- | ----- |
| 3186  | ↗3267 | ↘3104 | ↘3071 | ↘3062 | ↘3046 | →3046 |
| 2016  | 2017  | 2018  | 2019  | 2020  | 2021  | 2023  |
| ↗3065 | ↗3081 | ↘3041 | ↘2985 | ↘2978 | ↗3150 | ↘3120 |